# طيثار (جنس)
الطيثار أو القَمَص (الاسم العلمي: Tipula) هي جنس من الحشرات تتبع الفصيلة الطيثارية من رتبة ذوات الجناحين.

## الأنواع
أنواع هذا الجنس:
- كود سباركل
- تحديث القائمة

نوع:طيثارة أزتيكية 
اسم علمي: Tipula azteca

نوع:طيثارة البقول 
اسم علمي: Tipula oleracea

نوع:طيثارة أليفة الجبال 
اسم علمي: Tipula monticola

نوع:طيثارة أليفة الصخور 
اسم علمي: Tipula rupicola

نوع:طيثارة إيداهو 
اسم علمي: Tipula idahoensis

نوع:طيثارة سبخية 
اسم علمي: Tipula paludosa

نوع:طيثارة سخامية 
اسم علمي: Tipula fuliginosa

نوع:طيثارة كليلة 
اسم علمي: Tipula mutica